# Kasaragod

Stadens läge i Kerala.

Kasaragod är en stad i den indiska delstaten Kerala och är centralort i ett distrikt med samma namn. Folkmängden uppgick till 54 172 invånare vid folkräkningen 2011, med förorter 192 856 invånare.